# 関西配電
関西配電株式会社（かんさいはいでん かぶしきがいしゃ）は、太平洋戦争中の1942年（昭和17年）から戦後の1951年（昭和26年）にかけて、近畿地方（関西地方）を配電区域として営業していた電力会社である。配電統制令に基づき日本全国に設立された配電会社9社のうちの一つで、関西電力の前身にあたる。
本店は大阪府大阪市。1942年4月に関西の主要電気事業者14社を統合して設立され、翌年7月までに管轄地域に残る配電事業をすべて吸収し、発送電事業を統合した日本発送電と当該地域の電気事業を分掌した。供給区域は関西7府県だが三重県の大部分を含まず、反対に福井県若狭地方を含む。
1951年5月、電気事業再編成令により解散した。解散と同時に、関西配電の全事業と日本発送電の一部事業を引き継いで発・送・配電の一貫経営を担う関西電力が設立された。

## 総説
「配電統制令」（昭和16年8月30日勅令第832号）に規定された「一定区域内ニ於ケル配電事業ノ統制ノ為配電事業ヲ営ムコトヲ目的トスル株式会社」（配電統制令第24条）の一つ。全国に9社設立された同種の配電会社のうち、関西配電は大阪府・京都府・滋賀県・奈良県・和歌山県・兵庫県（淡路島を含む）の2府4県と三重県南部の一部、福井県若狭地方、岐阜県のうち滋賀県に隣接する1か村を供給区域とした。
配電統制令公布・施行後の1941年（昭和16年）9月、配電統制令に基づく逓信大臣の関西配電株式会社設立命令が日本発送電・日本電力・東邦電力・南海水力電気・宇治川電気・京都電灯の民間6社と兼営電気供給事業を営む阪神電気鉄道・阪神急行電鉄（現阪急電鉄）・南海鉄道（現南海電気鉄道）・関西急行鉄道（現近畿日本鉄道）・京阪電気鉄道の5社、市営電気供給事業を営む大阪市・神戸市・京都市の3市、合計14事業者に対して発令される。この14事業者により関西配電の設立準備が進行、翌1942年（昭和17年）3月27日に大阪市の中央電気倶楽部にて創立総会が開催され、同年4月1日付をもって設立登記ならびに譲受財産の引継ぎを完了し関西配電株式会社の設立に至った。設立当時の資本金は5億6000万円。本店は大阪市北区に置いた。
設立の時点においては、14事業者の統合（第1次統合）を実施したのみで管轄地域の配電統制を全面的に実現したわけではなかった。そのため順次残存配電事業の統合（第2次統合）が進められ、翌1943年（昭和18年）7月1日をもって統合を完了した。以後、関西地方の電気事業者は関西配電のほかには全国規模で発電・送電事業を受け持つ日本発送電のみとなり、日本発送電から卸売りされる電力を関西配電が供給区域内の需要家に対して供給するという供給体制が確立された。なお関西配電も自社の水力・火力発電所を持つものの、電源の9割超を日本発送電に依存している。
戦後の1950年（昭和25年）11月、電力国家管理体制の廃止と電気事業の再編成を目的とする「電気事業再編成令」（昭和25年11月24日政令第342号）が公布された。同令により日本発送電と関西配電を含む配電会社9社の解散が決定。1951年（昭和26年）5月1日、電気事業再編成が実行に移されて関西地方には発・送・配電一貫経営の電力会社関西電力株式会社が発足し、それと同時に関西配電は資産負債全部を包括的に関西電力へと継承して解散した。

## 配電統制の過程

### 第一次統合
太平洋戦争下における配電事業統合は、第一次統合として全国を9ブロックに分かち各地域内の主要事業者に対し各ブロック1社ずつ配電専門の特殊会社を設立させる、第二次統合として各特殊会社にブロック内に残る小事業者を吸収させブロックごとの配電事業の独占を完成させる、という2段階をもって執行された。このうち第一次統合については、配電統制に関する根拠法令である配電統制令が1941年（昭和16年）8月29日付で公布・施行された直後の9月6日付にて、逓信大臣より全国の主要事業者に対し配電統制令に基づく配電会社の設立命令が発令された。
9月20日付で公示された配電会社命令書によると、関西地方に関する部分では、大阪・京都・兵庫・奈良・滋賀・和歌山の6府県を配電区域とする「関西配電株式会社」の設立が発令され、その受命者は以下の14事業者からなった。
| 受命者名           | 所在地               | 払込資本金額 | 電灯電力供給区域                                                                                             |
| ------------------ | -------------------- | ------------ | --- |
| 大阪市（公営）     | 大阪市港区           | -            | 大阪市の大部分                                                                                               |
| 神戸市（公営）     | 神戸市兵庫区         | -            | 神戸市の大部分                                                                                               |
| 京都市（公営）     | 京都市中京区         | -            | 京都市の一部と愛宕・葛野・宇治3郡                                                                            |
| 阪神電気鉄道（株） | 兵庫県尼崎市         | 6175万円     | 大阪市の一部と神戸市東部・兵庫県東部 （主要都市：尼崎市・西宮市）                                            |
| 阪神急行電鉄（株） | 大阪府池田市         | 7000万円     | 大阪市の一部と大阪府北部・兵庫県東部・京都府下1か村 （主要都市：池田市・豊中市・伊丹市）                     |
| 日本発送電（株）   | 東京市小石川区       | -            | 旧大同電力の配電事業が対象 関西では大阪府中南部 （主要都市：堺市）                                           |
| 日本電力（株）     | 大阪市北区           | 1億6845万円  | （関西では電力供給区域のみ）                                                                                 |
| 東邦電力（株）     | 東京市麹町区         | 2億6000万円  | 関西では奈良県北部・京都府南部・滋賀県下1か村・和歌山県・兵庫県淡路島 （主要都市：奈良市・和歌山市・洲本市） |
| 南海鉄道（株）     | 大阪市南区           | 6435万円     | 大阪府南部・和歌山県北部・奈良県下1か村 （主要都市：岸和田市）                                               |
| 南海水力電気（株） | 和歌山県海南市       | 350万円      | 和歌山県中部 （主要都市：海南市）                                                                            |
| 宇治川電気（株）   | 大阪市北区           | 1億4625万円  | 滋賀県東部・奈良県中南部・和歌山県南部 （主要都市：彦根市・新宮市）                                          |
| 関西急行鉄道（株） | 大阪府布施市         | 1億198万円   | 大阪府東部・奈良県北西部 （主要都市：布施市）                                                                |
| 京阪電気鉄道（株） | 大阪府北河内郡枚方町 | 7015万8000円 | 大阪市・京都市の各一部と大阪府北部・京都府南部 （主要都市：吹田市）                                          |
| 京都電灯（株）     | 京都市下京区         | 6320万円     | 関西では京都府・滋賀県西部・兵庫県北部 （主要都市：京都市・福知山市・舞鶴市・大津市）                        |

受命者のうち南海水力電気・宇治川電気の2社は「配電株式会社と為るべき株式会社」に指定され、その他12事業者はそれぞれ電気供給事業設備の出資を命ぜらた。なお後者の出資対象は指定の発電・送電・変電設備および配電区域内にある配電設備・需要者屋内設備・営業設備の一切からなる。出資命令に関しては複数ブロックにまたがる場合もあり、関西配電に加えて日本電力は関東配電・中部配電・北陸配電、東邦電力は中部配電・四国配電・九州配電、京都電灯は北陸配電の設立命令をそれぞれ受命し、各社への設備出資を命ぜられている。
配電会社の配電区域は原則として府県境をもって区画するとされていたが、やむを得ない場合は府県境によらない区画も例外的に認められ、配電会社立ち上げ後に整理するという方針が採られていた。関西配電の配電区域についても府県境によらない区画があり、三重県・岐阜県における宇治川電気区域と福井県大飯郡・遠敷郡・三方郡（京都電灯若狭支店管内に相当）は当分の間関西配電の配電区域に含め、反対に兵庫県内でも山陽配電区域については中国地方を管轄する中国配電の配電区域に含めるものとされた。
関西配電の設立登記がなされた1942年（昭和17年）4月1日付で、関西配電に対する受命者14事業者からの財産引継ぎも完了し、関西配電は成立をみた。

### 第二次統合
配電区域内に散在する小規模配電事業の統合は、関西配電設立半年後の1942年10月から始められ、10月1日付、翌1943年（昭和18年）3月31日付、同年7月1日付の3度に分けて実施された。統合された事業は1942年10月分が9事業、1943年3月分が15事業、同年7月分が1事業である。一連の統合により、発電専業の特定電気供給事業を含めて統合が完了した。
第二次統合における被統合事業者は下表の通り。
| 1942年10月1日付統合事業  | 1942年10月1日付統合事業  | 1942年10月1日付統合事業 | 1942年10月1日付統合事業                  |
| 事業者名                 | 所在地                   | 払込資本金額            | 電灯電力供給区域                         |
| ------------------------ | ------------------------ | ----------------------- | ---------------------------------------- |
| 沖島電灯（株）           | 大阪市北区               | 1万500円                | 滋賀県蒲生郡島村のうち沖島               |
| 山陽電気鉄道（株）       | 神戸市須磨区             | 1500万円                | 兵庫県明石市・明石郡                     |
| 山田電灯（株）           | 神戸市神戸区             | 22万5000円              | 兵庫県武庫郡山田村                       |
| 関西電気（株）           | 兵庫県多紀郡篠山町       | 54万円                  | 兵庫県多紀郡                             |
| 北但電気（株）           | 兵庫県美方郡射添村       | 7万円                   | 兵庫県美方郡射添村・小代村               |
| 沼島電気（株）           | 兵庫県三原郡沼島村       | 1万2500円               | 兵庫県三原郡沼島村                       |
| 家島電気（株）           | 兵庫県飾磨郡家島村       | 1万8750円               | 兵庫県飾磨郡家島村                       |
| 黒滝村（公営）           | 奈良県吉野郡黒滝村       | -                       | 奈良県吉野郡黒滝村                       |
| 宮川電業所               | 和歌山県有田郡八幡村     | -                       | 和歌山県有田郡八幡村                     |
| 1943年3月31日付統合事業  |                          |                         |                                          |
| 事業者名                 | 所在地                   | 払込資本金額            | 電灯電力供給区域                         |
| 堅田町（公営）           | 滋賀県滋賀郡堅田町       | -                       | 滋賀県滋賀郡堅田町                       |
| （財）比叡山延暦寺       | 滋賀県滋賀郡坂本村       | -                       | 発電のみ（特定電気供給事業）             |
| 宇治町（公営）           | 京都府久世郡宇治町       | -                       | 京都府久世郡宇治町                       |
| 夜久野水電組合（公営）   | 京都府天田郡下夜久野村   | -                       | 天田郡上夜久野村・中夜久野村・下夜久野村 |
| 鴨庄村（公営）           | 兵庫県氷上郡鴨庄村       | -                       | 兵庫県氷上郡鴨庄村                       |
| 上久下村（公営）         | 兵庫県氷上郡上久下村     | -                       | 兵庫県氷上郡上久下村                     |
| 西気村清滝村組合（公営） | 兵庫県城崎郡西気村       | -                       | 兵庫県城崎郡西気村・清滝村               |
| 吉野水電（株）           | 奈良県吉野郡小川村       | 10万6600円              | 奈良県吉野郡北東部                       |
| 秋野村（公営）           | 奈良県吉野郡秋野村       | -                       | 奈良県吉野郡秋野村                       |
| （株）折立電務所         | 奈良県吉野郡十津川村     | 1万3725円               | 吉野郡十津川村の一部                     |
| 平谷電気（株）           | 奈良県吉野郡十津川村     | 1万5400円               | 吉野郡十津川村の一部                     |
| 四村川電気（株）         | 和歌山県東牟婁郡請川村   | 8万5000円               | 東牟婁郡北部と十津川村の一部             |
| 三尾川水力電気（株）     | 和歌山県東牟婁郡三尾川村 | 2万2500円               | 和歌山県東牟婁郡三尾川村                 |
| 安諦水力電気（株）       | 和歌山県有田郡安諦村     | 3万4000円               | 有田郡安諦村・伊都郡花園村               |
| 中央紡績（株）           | 大阪市東区               | -                       | 発電のみ（特定電気供給事業）             |
| 1943年7月1日付統合事業   |                          |                         |                                          |
| 事業者名                 | 所在地                   | 払込資本金額            | 電灯電力供給区域                         |
| 兵庫県（公営）           | 神戸市神戸区             | -                       | 発電のみ（特定電気供給事業）             |

このうち山陽電気鉄道・山田電灯・関西電気・北但電気・堅田町営・宇治町営・吉野川水電・四村川電気・安諦水力電気に関しては配電統制令に基づく逓信大臣からの事業譲渡命令によって供給事業の統合が実行されている。
また1942年7月15日付で逓信省から関西配電・中国配電両社に対し、兵庫県における元山陽配電の供給区域に相当する配電区域を中国配電から関西配電へ移行するよう配電統制令に基づく事業譲渡命令が発出された。旧山陽配電は1941年5月に中国合同電気・山陽中央水電の合併により発足した民間電力会社（配電統制令に基づく配電会社ではない）で、岡山県を中心に姫路市など兵庫県にもまたがる広範な供給区域を有していたが、1942年4月の配電会社設立にあたっては中国地方を所管する中国配電にそのまま統合されていた。当該区域の譲渡は同年10月1日付で実行された。

## 配電区域
第2次統合完了後、1943年度以降の配電区域は、大阪府・京都府・兵庫県・奈良県・滋賀県・和歌山県の6府県と、これに接続する以下の3地域である。
- 三重県南牟婁郡、ただし北部の北輪内村・南輪内村・荒坂村・新鹿村・泊村を除く[注釈 3]
- 岐阜県不破郡今須村[注釈 4]
  - 三重・岐阜両県の他地域は中部配電区域
- 福井県三方郡・遠敷郡・大飯郡[注釈 5]
  - 福井県内の他地域は北陸配電区域

1941年9月に発出された関西配電会社命令書にある配電区域は、大阪・京都・兵庫・奈良・滋賀・和歌山の6府県（ただし兵庫県のうち山陽配電の供給区域は中国配電区域に含む）と、三重・岐阜両県における宇治川電気の供給区域、福井県三方・遠敷・大飯3郡である。このうち三重・岐阜両県の宇治川電気区域が三重県南牟婁郡および岐阜県不破郡今須村にあたる。その後1942年10月1日付で兵庫県における元山陽配電区域に相当する配電区域が中国配電から関西配電へと譲渡され、上記範囲の配電区域が確定した。
1951年（昭和26年）3月に小浜市の発足で福井県内の配電区域が「小浜市と三方郡・遠敷郡・大飯郡」に変更されたが、区割りに変化があるわけではない。同年5月1日付で発足した関西電力は関西配電区域を三重・岐阜・福井各県の部分を含めてそのまま引き継いでいる。また2020年（令和2年）に関西電力の一般送配電事業を引き継いだ関西電力送配電もそのままの区画を供給区域として営業している。